# 黃俊豪
黃俊豪（英語：Jeremy Wong，1990年2月26日—），香港模特兒及演員，曾為基本藝人合約兼曾為邵氏兄弟藝人。

## 簡歷
黃俊豪於2012年加入模特兒行業，曾為多個品牌拍攝廣告，包括Cartier、Moncler、Coach、Calvin Klein等等。期後，先後拍攝Twins《不愛之恩》及衛蘭《差半步》MV。
2018年，他參與拍攝網劇港版「Sex And The City」《性敢中環》，2019年先後拍攝馬來西亞綜藝節目《叫我男神4》及邵氏劇集《非凡三俠》而開始為人所認識。

## 演出作品

### 電視劇
| 首播     | 劇名              | 角色                             |
| 無綫電視 |                   |                                  |
| 2020年   | 愛·回家之開心速遞 | Rex（第1153集） 龔丸（第1396集） |
| 2021年   | 我家無難事        | 張力行                           |
| 2022年   | 金宵大廈2         | Dave Lee（第17集）               |
| 2022年   | 双生陌生人        | 馬范范（第1集）                  |
| 2022年   | 白色強人II        | 友人（第15集）                   |
| 2024年   | 旁觀者            | 朗德                             |
| 2024年   | 反黑英雄          | 盧宏傑                           |
| 邵氏兄弟 |                   |                                  |
| 2020年   | 非凡三俠          |                                  |
| 2022年   | 飛虎3壯志英雄     | John Li                          |

### 綜藝節目
| 首播     | 節目名   | 備註 |
| 無綫電視 |          |      |
| 2022年   | 好聲好戲 |      |

## 外部連結
- 黃俊豪的Instagram帳戶